# Nebel (1963)
Nebel ist ein deutscher Spielfilm aus dem DEFA-Studio für Spielfilme von Joachim Hasler aus dem Jahr 1963.

## Handlung
In Hydes Hotel beraten drei Männer über die Gewässer des englischen Städtchens Rocksmouth, deren Seekarte vor ihnen liegt. Es handelt sich um den Deutschen Eberhard Wedel und die Engländer Mr. Wolseley sowie Mr. Edwards, die einen zukünftigen Hafen für die NATO ausfindig machen sollen, der von der Bundesrepublik Deutschland bezahlt werden wird. Der Hafen von Rocksmouth ist ideal für militärische Zwecke, nur ein in der Fahrrinne liegendes Wrack bereitet noch einige Schwierigkeiten. Mit dessen Bergung soll am nächsten Tag, dem 20. September 1962 begonnen werden, wovon aber Bunburri, der Inhaber der Bergungsfirma abrät, da dieses ein trauriger Tag für die Einwohner der Stadt ist. Vor 20 Jahren, am 20. September 1942, ist die „Princess of  India“, die Kinder aus den Kriegsgebieten nach Kanada bringen sollte, von einem deutschen U-Boot versenkt worden und dabei sind 58 Menschen, meist Kinder, umgekommen. Deshalb findet jedes Jahr eine Kranzniederlegung am Wrack statt, zu der bereits die ersten verbliebenen Angehörigen im Hotel eintreffen. Auch die Tochter der Hotelmitarbeiterin Mrs. Lindsay gehörte zu den Opfern auf dem untergegangenen Schiff, während der heutige Taucher Bill Smith als Kind das Unglück überlebte.
Obwohl Bill Smith sich ursprünglich weigern wollte zum Wrack zu tauchen, wurde er von Freunden und Kollegen überzeugt, es doch zu tun. Eine Rolle spielt auch, dass ihm Eberhard Wedel vorgestellt wird, dessen Namen er mit dem Wrack in Verbindung bringt. Als er durch Zufall Wedels Worte hört, dass ein in der Mitte getroffenes Schiff auch dort beim Bergen durchbrechen wird, ist ihm klar, dass der auf dem U-Boot gewesen sein muss, denn das kann nur ein Insider wissen. Um Beweise für seine These zu finden, stiehlt Bill an der Rezeption den Zimmerschlüssel Wedels, um sein Zimmer zu durchsuchen und wird dabei vom Hotelinhaber überrascht, der ein eigenes Interesse an dessen Papieren hat. Denn auf Grund des Gerüchts, dass Wedels Firma am Hafen eine Erdölraffinerie bauen will, hat er dort bereits mehrere wertlose Lagerhallen gekauft, weshalb er jetzt finanziell völlig ruiniert ist, was sich durch dessen Unterlagen im Zimmer herausstellt. In der Hotelhalle konfrontiert Bill den Deutschen indessen mit dem Verdacht, dass dieser auf dem U-Boot war, was der jedoch abstreitet.
Am nächsten Tag wird Wedel tot im Meer treibend aufgefunden. Die ärztliche Untersuchung ergibt, dass er ertrunken ist, aber sein Körper starke Schürf- und Schlagverletzungen am Kopf sowie eine schwere Prellung im Rückenbereich aufweist. Als Unterinspektor Stone mit einem Revolver, der in der Hafengegend gefunden wurde, bei Inspektor Benson auftaucht, der die Schusswaffe als seine erkennt, übergibt dieser wegen Befangenheit die Bearbeitung des Falles an Stone, der umgehend Bill Smith verhaftet, da nur der die Waffe in den Hafen gebracht haben kann. Vor dem ihm zugewiesenen Rechtsanwalt schweigt Bill Smith, wie er sich auch vor dem Gericht nicht äußert, was der Staatsanwalt als Eingeständnis seiner Schuld auslegt.
Vor dem Gericht kommen noch einmal die Ereignisse des 20. Septembers 1942 zur Sprache. Mrs. Lindsay erzählt, wie die Kinder an Bord gingen und wie die „Princess of India“ von zwei Torpedos getroffen wird, wobei ihre Tochter ums Leben kam. Im Anschluss daran wird Inspektor Benson gehört, der zur Zeit des Angriffs auf das Schiff Dienst in der Funkstation des Hafens Rocksmouth hatte. In dieser Funktion hörte er auch den gesamten Funkverkehr des deutschen U-Bootes mit und erfuhr dadurch den Namen des Kommandanten. Es war Eberhard Wedel, der als Kapitänleutnant das Kommando zum Abschießen der Torpedos gab, obwohl er über den Kindertransport informiert war. Diese Geschichte hatte Benson auch einmal seinem zukünftigen Schwiegersohn Bill Smith erzählt.
Diese Aussage bewegt Bill Smith zu behaupten, dass er Wedel umgebracht hat. Das ist der Grund für seinen Freund Harry Growe auszusagen, was er an dem Abend im Hafen beobachtet hat: Smith und Wedel treffen sich am Kai und Smith bedroht den Deutschen mit der bei Benson gestohlenen Waffe. Im Gerangel kann Wedel den Revolver an sich reißen und zielt nun auf Bill, als ein Güterzug ihn von hinten anfährt. Wedel stürzt zu Boden und fällt anschließend in das Hafenbecken, ohne dass Smith ihm zu Hilfe eilen kann. Daraufhin zieht der Staatsanwalt seine Klage gegen Bill Smith zurück.

## Produktion und Veröffentlichung
Nebel wurde als Schwarzweißfilm in Totalvision von der Künstlerischen Arbeitsgruppe „Heinrich Greif“ gedreht und hatte seine Uraufführung am 14. März 1963 im Berliner Kino Kosmos. Im Fernsehen wurde der Film das erste Mal am 22. Januar 1965 vom Deutschen Fernsehfunk ausgestrahlt.
Die Dramaturgie lag in den Händen von Willi Brückner. Als Barmusiker und Begleitband von Manfred Krug traten die Jazz Optimisten Berlin auf.

## Auszeichnungen
- 1963: Kommission zur Prädikatisierung wertvoller DEFA-Spielfilme: Künstlerisch wertvoll[2]

## Kritik
Im Neuen Deutschland  bemerkte Horst Knietzsch: 

„In dieser Handlung ist ein wesentliches Thema unserer Tage aufgegriffen und nicht ohne Feingefühl für menschliche Verhaltensweisen gestaltet worden.“

In der Berliner Zeitung schrieb Dr. Manfred Jelenski:

„Daß dieses hochpolitische, wichtige Thema in Form eines Kriminalfilms mit verdeckter Handlungsführung gestaltet wurde, bedeutet für den Zuschauer steigende Spannung, ein andauerndes Interesse an den Charakteren, das allmähliche Erkennen der Ursachen ihres Verhaltens.“

Das Lexikon des internationalen Films schreibt, dass es sich hier um einen spannenden, auch optisch ausdrucksstarken Polit-Krimi handelt.